# 南洋小学
南洋小学（Nanyang Primary School，简称NYPS）是新加坡一所施行男女同校制的小学，在读学生年龄在6至12岁之间。该小学坐落在武吉知马（第10区），这是一个私人住宅社区。虽然该小学并非由新加坡政府直接管理，但它接受政府的资助。南洋小学隶属于南洋女中，和南洋幼儿园 （页面存档备份，存于）一样是南洋教育集团的一部分。

## 著名校友
- 李显龙[1]
- 陈宥蒽